# Trucizna

Standardowe oznaczenie substancji toksycznej na obszarze Unii Europejskiej, wprowadzone przez Dyrektywę 67/548/EWG

Trucizna – substancja chemiczna, która wprowadzona do organizmu, wskutek swych właściwości fizycznych i chemicznych, może wywołać zmiany struktury lub zaburzenia czynności organizmu, których wynikiem jest choroba lub śmierć. Badaniem wpływu trucizn na organizmy zajmuje się nauka zwana toksykologią. Niemal każda substancja w pewnych okolicznościach i w odpowiednio dużej dawce może wywołać zatrucie, jednak aby była zaklasyfikowana jako trucizna, szkodliwe działanie musi być spowodowane spożyciem niewielkiej jej ilości. Paracelsus sformułował ten problem słowami: „Cóż jest trucizną? Wszystko jest trucizną i nic nie jest trucizną. Tylko dawka czyni, że dana substancja jest trucizną”.
Ilość substancji, która powoduje śmierć organizmu określa dawka śmiertelna.
Działanie substancji trującej polega na reakcji związków chemicznych w niej zawartych, lub ich metabolitów z enzymami katalizującymi niezbędne dla życia organizmu procesy lub na blokowaniu działania receptorów, prowadzących do zaburzeń pracy różnych układów uniemożliwiających prawidłowe funkcjonowanie organizmu, np. upośledzenie czynności układu nerwowego lub mięśniowego prowadzącego do niewydolności oddechowej i śmierci.
W przemyśle stosuje się często określenie „trucizny katalizatora” – związku chemicznego oddziałującego chemicznie lub fizycznie na katalizator w sposób powodujący zablokowanie jego działania lub nieodwracalne zniszczenie.
Do częściej spotykanych trucizn należą:

- niektóre metale ciężkie (np. rtęć, ołów, kadm, polon) i ich związki
- dimetylortęć
- czteroetylek ołowiu
- izotretynoina
- rycyna
- cyjanowodór i pochodne: cyjanki (np. cyjanek potasu), cyjan
- arsen i jego związki (np. arszenik, arseniak)
- biały fosfor, związki fosforoorganiczne, fosforiak
- fluorowce: fluor, chlor, brom, jod
- fluorowcowodory: fluorowodór, chlorowodór, bromowodór, jodowodór
- ozon (jest to toksyczna odmiana tlenu)
- amoniak, hydrazyna, azotowodór
- tlenek azotu, dwutlenek azotu
- siarkowodór
- dwutlenek siarki, trójtlenek siarki
- tetrodotoksyna
- amigdalina
- solanina
- niektóre fenole
- anilina
- nikotyna
- dioksyny
- kolchicyna
- metanol (znany dawniej pod nazwą spirytus drzewny)
- jad kiełbasiany
- kurara
- formalina (formaldehyd)
- strychnina
- amanityna
- muskaryna
- tlenek węgla (tzw. czad)
- broń chemiczna, np. fosgen, iperyt, sarin.